# Статика
Статиката (от гръцкото στατός, „неподвижен“) е дял на механиката, който изучава условията на равновесие на материалните точки или техните системи, намиращи се под въздействие на сили или моменти.
Думата се употребява също в смисъл на:
- състояние на покой в даден момент (книж.);
- противопоставяне на динамиката, движението, развитието.

Статиката е раздел на механиката, в които се изучават условията за равновесие на сили, приложени към тяло или система тела, т.е. условията, при които телата които се намират в покой, остават в покой и след прилагането на тези сили.
В зависимост от типа на разглежданите тела статиката се разделя на статика на абсолютно твърдите тела и статика на течностите и газове (хидростатика).
Основните направления на статиката започват в древна Гърция. Основател на статиката като теоретична дисциплина е Архимед. Като се опира на най-прости опитни факти, той изгражда „теорията на лоста“ (т.е. статиката на успоредните сили) по образец на геометрията на Евклид като стройна научна система.
В зависимост от методите за изследване статиката се разделя на геометрична, аналитична и графична.
- Геометричната (елементарната) статика третира силите като геометрични обекти – вектори, и предлага методи за свеждане на системи сили към най-прости системи. Геометричната статика в продължение на традицията и изследванията на Архимед. Съвременният си вид тя дължи преди всичко на П. Вариньон и на Л. Поансо, които в своята книга „Елементи на статиката“ (1804 г.) изграждат геометричната статика като стройна научна система на основата на въведеното от него понятие двоица.

- Аналитичната статика е основана на т. нар. принцип на виртуалните (възможните) премествания. Този принцип, въведен през 1717 г. първоначално от Й. Бернули, в ръцете на Ж. Лагранж и Л. Даламбер се оказва могъщ инструмент за решаване не само задачите на статиката, но и на най-сложни задачи на динамиката.

- Графична статика предлага методи за графично определяне на неизвестните сили или опорни реакции в системи тела, които се намират в равновесие.

Важен дял на съвременната статика е статиката на строителните конструкции (строителна статика), която въвежда и изучава методи за изследване на конструкции, подложени на действието на постоянни (или бавно изменящи се) сили. В резултат на статическото изследване се определят вътрешните сили и силите в опорите, с чиято помощ се извършва обезопасяването на конструкцията.